# كاثرين تايلور
كاثرين تايلور (بالإنجليزية: Kathrine Taylor)‏ (و. 1903 – 1996 م) هي روائية، وصحفية، وتربوية، وكاتِبة، وكاتبة سيناريو أمريكية، ولدت في بورتلاند، أوريغون، توفيت في مقاطعة هينيبين، عن عمر يناهز 93 عاماً.

## التعليم
تعلمت في جامعة أوريغون.

## وصلات خارجية
- كاثرين تايلور على موقع IMDb (الإنجليزية)
- كاثرين تايلور على موقع ميوزك برينز (الإنجليزية)
- كاثرين تايلور على موقع أول موفي (الإنجليزية)
- كاثرين تايلور على موقع قاعدة بيانات الأفلام السويدية (السويدية)
- كاثرين تايلور على موقع قاعدة بيانات الفيلم (الإنجليزية)
- كاثرين تايلور على موقع كينوبويسك (الروسية)